# Paul Ottokar Roth
Paul Ottokar Roth (* 22. November 1865 in Oelsnitz/Vogtl.; † 18. August 1932 in Braunschweig) war ein deutscher Forstwissenschaftler und höherer sächsischer Staatsbeamter. Er war Leiter des Forstwesens in Sachsen.

## Leben und Wirken
Nach dem Besuch des Realgymnasiums in Plauen studierte er von 1885 bis 1888 an der Forstakademie Tharandt. Nach Ablegung der Abgangsprüfung leistete er seinen Wehrdienst in München, besuchte forstliche Vorlesungen an der dortigen Universität. 1891 bestand er das Assessorexamen und nach kurzer Tätigkeit bei der Oberforstmeisterei Eibenstock im Erzgebirge wurde er ab April 1892 als Forsteinrichtungsbeamter in den Dienst des Herzogtums Braunschweig beurlaubt. 
1898 kehrte Roth in den sächsischen Staatsforstdienst zurück, wo er zunächst bei der Oberforstmeisterei Marienberg, anschließend bei der Forstrevierverwaltung Stollberg und bei der Oberforstmeisterei Auerbach beschäftigt war. 1906 wurde er als technischer Hilfsarbeiter in das Königlich Sächsische Finanzministerium nach Dresden berufen und im gleichen Jahre zum Oberförster ernannt. 
Vom 1. Januar 1911 bis 1. November 1919 war Roth Verwalter des Staatsforstreviers Lohmen im Elbsandsteingebirge. Am Ersten Weltkrieg nahm er bis 1916 teil, zuletzt als Bataillonsführer bei der Landwehrbrigade „Graf Pfeil“. 
Roth wurde am 1. Oktober 1919 erneut als Oberforstrat in das sächsische Finanzministerium berufen und am 1. April 1924 zum Landforstmeister und Vorstand der neu begründeten Landesforstdirektion befördert.
Ende September 1931 trat er in den Ruhestand.